# Фридловский, Йозеф

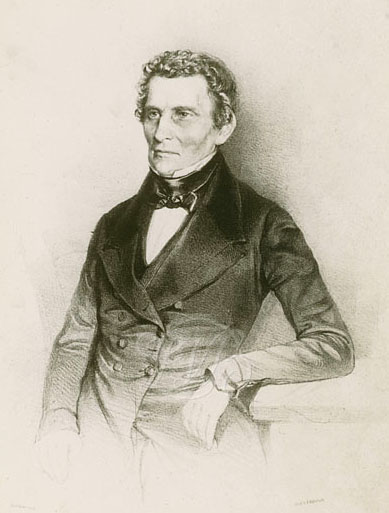
Йозеф Фридловский на гравюре Августа Штрикснера

Йозеф Фридловский (нем. Joseph Friedlowsky; 11 июля 1777 — 14 января 1859, Вена) — австрийский кларнетист чешского происхождения.
Играл на кларнете в Пражской опере. С 1802 г. в Вене, в Театре Ан дер Вин. В дальнейшем первый профессор кларнета в Венской консерватории, с 1822 г. кларнетист придворной капеллы.
Фридловский был близким знакомым Людвига ван Бетховена — считается, что Бетховен советовался с ним относительно кларнетных партий в своих сочинениях. Фридловский также переложил для бассетгорна бетховенскую Сонату для валторны и фортепиано Op. 17.